# TBS 10시 종합뉴스
《TBS 10시 종합뉴스》는 TBS FM에서 매일 밤 10시에 방송되었던 마감뉴스 프로그램이다.

## 진행자
- TBS 아나운서